# Ōtsu-juku

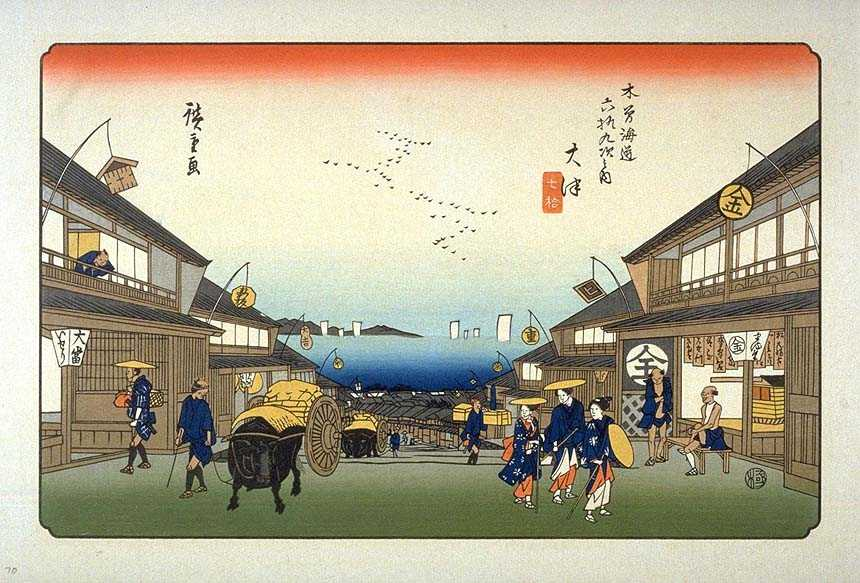
Stacja w latach 30. XIX wieku, Hiroshige Andō

Ōtsu-juku (jap. 大津宿 Ōtsu-juku) – ostatnia z 53 stacji szlaku Tōkaidō i 69 stacji szlaku Nakasendō, położona obecnie w mieście Ōtsu, 14 km od poprzedniej stacji - Kusatsu-juku. Znajdowało się tu 350 domów, dwa honjiny i 71 zajazdów.